# آل سباعي
آل سُباعيّ: قبيلة متحضرة، من قبائل بارق القديمة والرئيسة. وهي ذات طعن وحمية، ومشهودة بوفار العقول والكرم. تقع منازلهم وسط أراضي بارق، على ضفاف أودية: الركس، الواديين، الفراشة، وشِهَار من روافد وادي شري. يحدّها من الجنوب آل جبلي، ومن الشمال حميضة، ومن الشرق أثرب، ومن الغرب حميضة.
بنى السباعيين بيوتهم من الحجارة المنحوته، وكانت المنازل متصلة بينها أزقة ضيقة بحيث تظهر القرية بمجموعها وكأنها قلعة قائمة بذاتها. وقد أعتنوا ببيوتهم لأسباب أمنية، ولذلك سميت البيوت حصونا. وهي محصنة فعلاً، وتتكون المنازل من طابقين أو ثلاثة. حاضرة القبيلة ساحل، وصارت مقرا لإمارة بارق في العهد السعودي حسب النظام الإداري القديم منذ عهد عبد العزيز آل سعود، واستمرت مقرا لمحافظة بارق حسب النظام الإداري الحالي. وساحل في الأصل مدينة سوق من الأسواق المشهورة في بارق، كان يعقد يوم الخميس من كل أسبوع في ساحة متوسطة بين قرى بارق التي تألفت منها المدينة بعد أن تحولت إلى أحياء.
قال البريطاني كيناهان كورنواليس (1916م): آل سُباعيّ: يقيمون شرق حميضة. شيخهم هو هيازع بن حسن، وعددهم 1500 رجل. وهم في خصام ونزاع مع حميضة، ويؤيدون الإدريسي. وجاء عنها في دليل العرب لدائرة استخبارات وزارة البحرية البريطانية (1916م): يسكن آل سُباعيّ بين آل موسى بن علي وآل حميضة، وإلى الشمال من آل جبلي. ويعيش كل من آل سباعيّ وآل جبلي حياة استقرار بالقرى. شيخهم هو هيازع بن حسن، وهم 1500 رجل. والقرى الرئيسية: ساحل، وكبيرهم: زعبان. خميس ساحل، وكبيرهم: ملبس. آل معيشي، وكبيرهم: ابن امعوري. السادة، وكبيرهم: محمد بن نبيه (وهو تاجر مشهور).

## النسب
- المسبعة وهم بنو سُبَاعَ بن بارق بن عدي بن حارثة بن عمرو مزيقياء بن عامر بن حارثة بن امريء القيس بن ثعلبة بن مازن بن الأزد، وعدادهم في بني علي من بارق.[4][5]

وتنطوي هذه القبيلة على عدة عمائر، هي: 
| آل فيصل |

| آل عيشي |

| آل موسى بن سالم |

| أهل النصب |

| المعاورة |

ينحدر معظم القبيلة من بارق من الأزد، بينهم أفخاذ وأسر من قريش وآخرين. يعرفون بالسباعية والمسبعة، ويقدر عدد أفراد هذه القبيلة بحوالي عشرة آلاف نسمة،ويشغل منصب مشيختها حالياً الشيخ حسن بن عبد الله بن حسن بن هيازع بن حسن بن زعبان البارقي.

## بلاد آل سُباعيّ

### الأحياء والقرى
قاعدتهم بلدة ساحل التي اتخذت لاحقاً لتكون قاعدة لإمارة بارق، نظرا لتوسط موقعها وسهولة الوصول إليه. فاستحدث فيها عدد من الدوائر الحكومية، وأنشئ بها في الخمسينيات الهجرية مستوصف بارق فئة (أ)، وأنشئت بها مدارس وأسواق حديثة. بلغ عدد القرى في آل سباعي نحو 30 بلدة وقرية، يعيش فيها نحو 10,000 فرد مستقر، أي بمعدل 300 فرداً للقرية الواحدة، ومن أهم القرى الآتي:
| الحي/القرية         | الوصف | الإحداثيات        |
| ------------------- | --- | ----------------- |
| الأغْوَار             | - بسكون الغين المعجمة، جمع غور وهو الأرض المنخفضة -: قرية من قرى آل عيشي، تقع على ضفة وادي الواديين الجنوبية، في غربي السدة، وشرق السر وتجاورها. يقطنها نحو مئة نسمة تقريبًا، وهي أقصى قرى آل عيشي في الشرق المجاورة لبلاد آل موسى بن سالم. | 18°55'19 41°58'25 |
| ثَريْبَان              | - بكسر أوله وفتح الراء وسكون المثناة التحتية، مثنى ثريب وهي حِجارة كحجارة الحرّة إِلا أَنها بِيضٌ - : قرية كبيرة من قرى آل سباعي، تقع في شمالي القفيل، جنوب النصب، غرب قفيل الفقهاء، وشرق الخرباء والشفاء. يبلغ سكانها نحو سبعمائة نسمة، بينهم أُسر من زبيد. جاء عنها في معجم الجزيرة العربية (1970)م: «ثريبان:18°56'10, 41°56'50. قرية في إمارة بارق الفرعية التابعة لإمارة منطقة أبها. تقع على أرتفاع 387 متراً فوق مستوى سطح البحر، ويقطنها نحو 100 نسمة. وترتبط مع الطريق الرئيسي - جدة/أبها - بدرب مستو سيئ، طوله 1 كم. | 18°56'28 41°56'36 |
| الثمَالَة             | - بثاء مثلثة ثم ميم مفتوحة بعدها ألف ثم لام مفتوحة بعدها هاء، والثمالة بناءٌ في مجرى الماء يُمْسكه -: قرية كبيرة من قرى آل موسى بن سالم، تقع على ضفة وادي الفَرَاشَة الشمالية، في غربي دلهم، شرق القَفِيْل، شمال حماطة، وجنوب الزريبة وتجاورها. يقطنها أكثر من خمسمائة نسمة، وهي في أتساع ونمو. | 18°56'20 41°57'25 |
| حدبة آل زَّهَيْر        | - بفتح الحاء والدال المهملتين والباء الموحدة وآخره هاء، مؤنث الحدب وهو الغلظ الواسع من الأرض - مضافاً إلى (زَّهَيْر) بفتح الزاي والهاء وإسكان المثناة التحتية فراء، وهو اسم جد سكان القرية ومؤسسها- : قرية ببلاد المعاورة، تقع على ضفة وادي الركس الجنوبية، في جنوبي الشامية، شرق الصفا، غرب ساحل، وشمال مستور وتجاورها. ويقطنها أكثر من مئة نسمة. | 18°55'42 41°55'45 |
| حَدَبَة السادّة         | - بفتح الحاء والدال المهملتين والباء الموحدة وآخره هاء، مؤنث حدب وهو الغلظ الواسع من الأرض - مضافاً إلى (السادة) بفتح السين المشددة فألف ثم دال مشددة فهاء، جمع سيد وهو لقب يطلق على من هو من نسل علي بن أبي طالب - : قرية من قرى آل سباعي، تقع على ضفة وادي شهار الشرقية، في الطرف الغربي من بلاد السباعيين، غرب الشعب، جنوب مستور، وشرق قرى حميضة. جاء في المعجم البريطاني (1916)م: «من قرى آل سباعي الرئيسية "السادة" وكبيرهم محمد بن نبيه وهو تاجر معروف». يقطنها أكثر من مئة نسمة تقريباً، وهم سادة من بني هاشم نزلوا بارق في عهد حكم أشراف الحجاز ويتبعهم أسر في الجماء ببلاد آل موسى بن علي. والحدبة فالأصل لبني الأعور. | 18°55'18 41°55'23 |
| حَدَبَة السر           | - بكسر الحاء المهملة وفتح الدال المهملة بعدها ألف وباء، وهو الغليظ الواسع من الأرض - مضافاً إلى (السر) بكسر السين المهملة وتشديد الراء، والسر لغة ما طاب من الأرض وأكرم موضع فيها - : قرية كبيرة من قرى آل عَيِّشي، تقع على جانبي الطريق الرئيس (أبها - جدة)، في جنوبي القهبة، شرق الجعلة، غرب السر، وشمال الريدة من بلاد آل جبلي. يبلغ سكانها نحو خمسمائة نسمة تقريباً، وهي أكبر قرى آل عيشي. | 18°55'7 41°57'48  |
| حَقْوُ الواتِدَة         | - بحاء مهملة مكسورة ثم فاء موحدة ساكنة، والحقو الأراض المستوية من سفح الجبل - مضافاً إلى (الواتِدَة) على لفظ فاعلة من الوتد وهي في لغة القرآن الجبال - : قرية من قرى آل موسى بن سالم، تقع بسفوح جبل الواتِدَة، في شرقي ملتقى واديي الواديين والفراشة في الركس، جنوب الثمالة، شرق القهبة، وشمال السر. يقطنها أكثر من مئة نسمة تقريبًا، بينهم بيت من آل عيشي. جاء عنها في معجم الجزيرة العربية (1970)م: «حَقْوُ الواتِدَة: 18°55'46, 41°57'33. قرية في إمارة بارق الفرعية التابعة لإمارة منطقة أبها. تقع على أرتفاع 397 متراً فوق مستوى سطح البحر، ويقطنها نحو 100. وترتبط مع الطريق الرئيسي - جدة/أبها - بدرب مستو لا بأس به، طوله 1كم. | 18°55'49 41°57'55 |
| حَمَاطَة               | - بالحاء المهملة المفتوحة والميم مفتوحة بعدها ألف فطاء مهملة مفتوحة فهاء، على اسم النبت المعروف - : قرية من قرى آل موسى بن سالم، تقع جنوب الثمالة، في الجهة الشمالية من نهاية وادي الفَرَاشَة، ومن غربي هذه القرية يبدأ وادي الركس. يقطنها أكثر من مئتي نسمة، بينهم عدة بيوت من آل عيشي. | 18°56'6 41°57'18  |
| الخَرْبَاء             | - بفتح أوله وسكون الراء، وهو موضع الخراب - : قرية من قرى آل سباعي، تقع بوادي الرِكْس في الجهة الشمالية منه، في جنوبي الشفا، شرق الشامية، غرب القفيل وثريبان وتجاورهما. الجزء الجنوبي من القرية لم يبق منه إلا بعض أساسات الأبنية، ومخلفاتها من الحجارة، وهذه الجزء بحاجة إلى بحث وتنقيب. أما الجزء الشمالي فقد قام على أنقاض الخَراب وهو عامر وبه أكثر من أربعمائة نسمة، بينهم بيوت من عرب تهامة. جاء عنها في معجم الجزيرة العربية (1970)م: «حلة الصناع:18°55'56, 41°56'36. قرية في إمارة بارق الفرعية التابعة لإمارة منطقة أبها. تقع على أرتفاع 387 متراً فوق مستوى سطح البحر، ويقطنها نحو 100 نسمة. وترتبط مع الطريق الرئيسي - جدة/أبها - بدرب مستو سيئ، طوله 1 كم. | 18°56'14 41°56'23 |
| الْخْطَيْم              | - بإسكان الخاء بعد (( ال )) ثم طاء مفتوحة فياء ساكنة ثم ميم أخيرة، تصغير الخطم ويطلق غالباً على الجزء البارز من الجبل -: قرية من قرى المعاورة، تقع في غرب ساحل، شرق مستور، وشمال القَلْب وتجاورها. يقطنها أكثر من مئة نسمة تقريباً، وعلى طرف جبلها الصغير آثار بيوت ومسجد مبنية من الحجر المنحوت. | 18°55'23 41°56'1  |
| دَلْهَم                | - بفتح أوله وسكون الثاني، وهو السواد الشديد - : اسم جبل وقرية ببلاد آل موسى بن سالم، تقع على ضفة وادي الفراشة الشمالية، في شمالي الواتدة، وشرق الثمالة على مسافة نصف كيل تقريباً. يقطنها نحو مئة نسمة تقريباً، وبها آثار بيوت قديمة غاية في الإتقان والجمال. | 18°56'29 41°57'59 |
| الرَّدْم               | - باسكان الدال المهملة وآخره ميم - من الردم وهو إلقاء الشيء بعضه على بعض، وغالبًا ما تطلق على مخلفات الأبنية -: قرية من قرى آل النصب، تقع في شمالي الشوكة، وجنوب الفوهة من بلاد حميضة. يقطنها أكثر من مئة نسمة تقريباً، وهي أقصى قراهم من الشمال الشرقي. | 18°57'36 41°56'24 |
| الزَّرِيبةُ             | - بفتح الزاي وكسر الراء وإسكان الياء المثناة التحتية وفتح الباء الموحدة وآخره هاء، والزريبة هي حظيرة الماشية - :قرية من قرى آل سباعي، تقع في شمالي حماطة، جنوب قفيل الفقهاء، غرب الثمالة، وشرق القفيل وتجاورهما. يقطنها نحو ثلاثمائة نسمة تقريبًا. | 18°56'25 41°57'5  |
| سَاحِل                | - بكسر الحاء المهملة، والساحل هنا بمعنى الأرض المنبسطة المجاورة للوادي -: بلدة من بلدان بارق الرئيسية، وهي أكبر وأقدم أحياء السباعيين. تقع على ضفة وادي الركس الجنوبية، وهي منذ إنشائها الغابر ولا تزال تتقدم وتتوسع أي : لم تمر بفترة خمود أو جمود، وقد زحفت في توسعها حتى غلب اسمها على القرى من حولها. قاعدة محافظة بارق الإدارية، إذ أن بها معظم الأجهزة الحكومية الرئيسية التي نقلت إليها من العجمة في سنة 1344 هـ. بلغ سكانها ألفي نسمة، أغلبهم من المقيمين. وبها مشيخة قبيلة آل سباعي لدى آل زعبان، والمشيخة في هذه الأسرة مُنْذُ مئتي عام. توجد بها مخلفات أثرية مصنفة خلال العصور وفيها آثار تدل على قدمها وعراقتها في التاريخ، ويقدر عمر هذه البلدة بأكثر من 1500 عام. ولها ماضٍ مشرق حيث تعد من أمهات القرى وإليها يعود معظم السباعيين، ومنها تفرعت قرى عديدة، وهي اليوم متحف ومزار للمهتمين بالفن المعماري القديم. قال كيناهان كورنواليس (1916)م: «ساحل: قرية كبيرة، مكونة من 250 بيتاً من الحجر، ثم تقطع الطريق حدود حميضة.» وجاء في معجم الجزيرة العربية (1970)م: «ساحل: 18°55'26, 41°56'38. قرية في إمارة بارق الفرعية التابعة لإمارة منطقة أبها. تقع على أرتفاع 389 متر فوق مستوى سطح البحر، ويقطنها من 500 إلى 2000 نسمة. يصل إليها طريق داخلي معبد يربطها بالطريق الرئيسي طوله 0.7 كم. وبها مرافق تعليمية، مستوصف صحي، مركز شرطة، وعشرة مراكز تجارية. وزعيمهم هو عبد الله حسن.» | 18°55'57 41°56'31 |
| السَّدَة               | - بفتح المهملتين وتشديد الأولى وتلفظ بكسرها، على لفظ ما يسد به الشيء -: قرية من قرى آل موسى بن سالم، تقع على ضفة وادي الواديين الجنوبية، في شرقي الأغوار، وغرب حقو فقعة وتجاورها. في أعلاها آثار حصن منيع، ولا زال بها منازل قديمة مبنية من الحجر وهي غاية في الإبداع والمهارة. وسميت بذلك لأن الوادي يضيق عندها فكأنها قد سدت مجراه. | 18°55'16 41°58'41 |
| السِّر                | - بكسر السين المهملة وتشديد الراء، والسر لغة ما طاب من الأرض - : قرية من قرى آل عيشي، تقع على ضفة وادي الواديين الجنوبية، في غربي الأغوار، وشرق الحداب (حدبة السر). يقطنها نحو ثلاثمائة نسمة تقريباً، وتعد من أخصب قرى بارق الزراعية، وهي آخر قرى السباعيين جنوباً المجاورة لبلاد آل جبلي. | 18°55'13 41°58'12 |
| الشَّاطِي              | - بشين معجمة وألف وطاء مهملة ، وشاطِئُ الوادي جانِبُه وشَطُّهُ -: قرية من قرى آل موسى بن سالم، تقع على ضفة وادي الفراشة الجنوبية، في جنوبي دلهم، وشرق حقو الواتدة. يقطنها مئة نسمة تقريباً، وبها بئر المحرورة أحد أشهر الآبار. | 18°56'8 41°58'34  |
| الشَّامِيَّة             | - بكسر الميم وتشديد المثتناة التحتية مفتوحة، منسوبة إلى الشام -: قرية من قرى آل سباعي، تقع على سفح جبل الشامية الأثري، في جنوبي الشفا، شمال الفيف، وغرب الخَرْبَاء. على قّمِة جبلها آثار أساسات بيوت قديمة، تحتاج إلى بحث وتنقيب. يقطنها نحو ثلاثمائة نسمة، وسميت بهذا الأسم لكونها تقع شمال القبيلة، وفي عاميتهم: كل ما كان ناحية الشمال سُمي (شام). وهي أقصى قرى آل سباعي في الشمال الشرقي المجاروة لبلاد حميضة. جاء عنها في معجم الجزيرة العربية (1970)م: «الشَّامِيَّة:18°55'50, 41°56'12. قرية في إمارة بارق الفرعية التابعة لإمارة منطقة أبها. تقع على أرتفاع 385 متراً فوق مستوى سطح البحر، ويقطنها من 100 إلى 250 نسمة. وترتبط مع الطريق الرئيسي جدة - أبها. | 18°56'9 41°55'54  |
| الشِّعْبُ               | - بكسر الشين وسكون العين المهملة في أوله، والشعب مجرى مائي ضيق في الجبل -: قرية من قرى بلاد آل معوَّر، تقع في غربي الخطيم، جنوب مشتور، وشرق حدبة السَّادة. يقطنها نحو مئة نسمة تقريباً. | 18°55'6 41°55'41  |
| الشَّفَا               | - بفتح الشين المعجمة والفاء بعدها ألف ، والشَّفَا من الجبل حافته وجانبه- : قرية من قرى آل سباعي، تقع في شمالي الخرباء، جنوب الوجاء، وغرب ثريبان وتجاورها. ويقطنها أكثر من مئتي نسمة تقريباً. | 18°56'25 41°56'10 |
| الشَّوكَة              | - بفتح الشين المعجمة وإسكان الواو آخره كاف، على اسم نبت الشوك المعروف - : قرية من قرى آل النصب، تقع في شمالي النصب، وجنوب الرَّدْم وتجاورها. ويقطنها أكثر من مئة نسمة تقريباً. | 18°57'16 41°56'22 |
| الصَّفَا               | - جمع صفاة الحجر المعروف ، أوله صاد مهملة - تنطق ساكنة -وبعدها فاء معجمة مفتوحة ثم ألف -: قرية صغيرة مندثرة لبني الأعور السباعيين، تقع في غربي حَدَبَة آل زُهَير، وهذا الموضع آخر بلاد آل سباعي في الغرب. | 18°55'44 41°55'32 |
| العَرْض               | - بفتح العين وسكون الراء فضاد، والعرض سفح الجبل وناحيته - : قرية من قرى آل عيشي، تقع في شمالي حدبة السر، وغرب القهبة وتجاورها. يقطنها أكثر من مئة نسمة، وبهذه القرية آثار كثيرة لحصون وبيوت متهدمة. | 18°55'33 41°57'10 |
| القَفِيْل              | - بفتح أوله وكسر الفاء وسكون المثناة التحتية بعدها لام، تصغير قُفل وهو الشعب الضيق -: قرية كبيرة من قرى آل سباعي، تقع على ضفة وادي الركس الشمالية، في جنوبي ثريبان، شمال ساحل، شرق الخرباء، وغرب الزريبة. ويقطنها نحو ألف وخمسمائة نسمة. جاء عنها في معجم الجزيرة العربية (1970)م: «القفيل: 18°55'57, 41°56'46. قرية في إمارة بارق الفرعية التابعة لإمارة منطقة أبها. تقع على أرتفاع 386 متراً فوق مستوى سطح البحر، ويقطنها نحو 100 نسمة. وترتبط مع الطريق الرئيسي - جدة/أبها - بدرب مستو سيئ، طوله 0.5 كم. | 18°56'16 41°56'49 |
| قَفِيْل الفُقَهاء        | - بلفظ جمع فقيه -: قرية من قرى آل النصب، تقع في جنوبي النصب، وشمال القَفِيْل. يقطنها نحو نحو مئتي نسمة تقريباً، ويسمون "الفُقْهاء" لأنهم يعرفون القراءة والكتابة في وقت كانت الأمية متفشية في سكان المنطقة. | 18°56'42 41°56'56 |
| القَلْب               | - بفتح القاف وإسكان اللام بعدها تاء مثناة فوقية، والقلب الجبل الصغير بين جبلين - : قرية من قرى المعاورة، تقع في غربي جبل الأصحى، شرق الشعب، وجنوب الخطيم وتجاورها. ويقطنها نحو ثلاثمائة نسمة تقريبًا. | 18°55'11 41°56'10 |
| القَهْبَة              | - بفتح أوله وسكون الهاء، وهو تكوين جبلي ممتد له ظهر محدب ذو لون أغبر - : قاعدة آل عيشي، يقطنها نحو مئتي نسمة تقريباً. تقع بأسفل وادي الوَادْيين في الجهة الجنوبية منه، وفي شمالي السِر على مسافة كيلين. في وسطها حصن أثري، شامخ فوق صخرة قهباء اللون مقطعة، والتي تم استخدامها في ذكاء عبقري لتكوَّنَ بعض جدران البناء مما جعل الحُصُن يبدو كأنه نامي من جوف الصخر، ويقدر عُمْر هذا الحُصن على أقل تقدر بأربعمائة عام. ومنها العالم الأزهري الشيخ "هيازع رايان البارقي" وكان قاضٍ لقضاء بارِق من عام 1347 هـ إلى عام 1361 هـ، وقد كان فقيهاً وجيه، وحكيماً عليماً بأحوال الخصوم مما جعل أحكامه دقيقة . جاء عنها في معجم الجزيرة العربية (1970)م: «قهبة آل عيشي:18°55'14, 41°57'35. قرية في إمارة بارق الفرعية التابعة لإمارة منطقة أبها. تقع على أرتفاع 400 متراً فوق مستوى سطح البحر، ويقطنها نحو 100 نسمة. وترتبط مع الطريق الرئيسي - جدة/أبها. | 18°55'35 41°57'31 |
| مَسْتُور               | - بفتح الميم وإسكان المهملة وضم التاء المثناة الفوقية بعدها واو فراء مفتوحة فراء-: قرية من قرى بني الأعور من آل سباعي، تقع في شمالي الشعب، جنوب حدبة الفيف، وغرب الخَطِيْم. ويقطنها نحو مئة نسمة تقريباً. جاء عنها في معجم الجزيرة العربية (1970)م: «مستور:18°55'12, 41°55'53. قرية في إمارة بارق الفرعية التابعة لإمارة منطقة أبها. تقع على أرتفاع 383 متراً فوق مستوى سطح البحر، ويقطنها نحو 100 نسمة. وترتبط مع الطريق الرئيسي - جدة/أبها، ولكن يحتاج الشخص 3 دقائق مشياً للوصول من القرية إلى ذلك الطريق. | 18°55'28 41°55'42 |
| النُّصْب               | بضم النون وسكون الصاد المهملة فباء، وهو عندهم المرتفع المنتصب في الوادي -: قاعدة آل النصب، تقع في غربي السلم، جنوب الشوكة، وشمال قفيل الفقهاء وتجاورها. ويقطنها نحو ثلاثمائة نسمة تقريباً. جاء عنها في معجم الجزيرة العربية (1970)م: «النصب: 18°56'47, 41°56'48. قرية في إمارة بارق الفرعية التابعة لإمارة منطقة أبها. تقع على أرتفاع 389 متراً فوق مستوى سطح البحر، ويقطنها نحو 100 نسمة. وترتبط مع الطريق الرئيسي - جدة/أبها - بدرب مستو سيئ، طوله 2كم. | 18°57'0 41°56'38  |
| نَّابِي                | - بفتح النون مع التشديد والمد وباء معجمة مكسورة يليها ياء - والنابي ما برز في مكانه من غير أن ينفصل عن محيطه - : قرية من قرى آل موسى بن سالم، تقع على ضفة وادي الواديين الشمالية، شمال حقو فقعة، وجنوب الشاطئ. يقطنها نحو مئتي نسمة تقريبًا، وهناك عدة أجزاء من نابي لها أسماء مختلفة مثل: المَبْدَا، الشَّبَاكُ. وهي من القرى المتاخمة مع أهل أثرب ويتشاركون معاهم في المحارث والمناهل. | 18°55'48 41°58'40 |
| الوَادْيين (حَقْوُ فَقْعَة) | - مثَّنى وادي، وهو مفرج الأرض تجري فيه مياه الأمطار - ويقال لها أيضًا: (حَقْوُ فَقْعَة) بحاء مهملة مكسورة ثم فاء موحدة ساكنة، والحقو الأرض المستوية من سفح الجبل -: قرية من قرى آل موسى بن سالم، تقع أعلى وادي الوَادْيين جنوباً، في سفح جبل فقعة الشمالي، وجوار السدة من الشرق. يقطنها أكثر من مئتي نسمة، وتشمل في تعدادها السدة. | 18°55'19 41°58'57 |
| الوِجَاء              | - بكسر الواو ثم جيم مفتوحة فألف ممدودة - والوجاء هو الموضع الذي يجتمع فيه الماء، وفي تهذيب اللغة الوجاء هو مجتمع الماء في هبطة حوالي الحصون -: قرية من قرى بلاد آل النصب، تقع في شمالي الشفا، وجنوب السِلم. يقطنها أكثر من سكانها مئة نسمة، بينهم بيوت تعود إلى مدينة القوز. وهي من الحدود الفاصلة بين آل سباعي وبلاد حميضة، إذا أنها تقع في شمال السباعيين، وجنوب حميضة. وفي غربي هذه القرية آثار مدافن ومنازل وحصون عظيمة. | 18°56'45 41°55'58 |

### الأودية
| الوادي   | الوصف | الطول | الإحداثيات        |
| -------- | --- | ----- | ----------------- |
| الرِكْس    | - بكسر الراء وإسكان الكاف وآخره سين مهملة، والركس في اللغة منحنى الوادي ومنعطفه - : ينحدر من أودية الواديين والفراشة، ويسيل في وادي الردة بعد التقائه بوادي شهار وذلك عند قرية العجمة. تقوم على جوانبه مزارع الحبوب بأنواعها، وفيه من القرى: القفيل، ساحل، الخرباء، الشامية، حدبة آل زهير ، والقوز. | 5 كم  | 18°55'57 41°57'10 |
| السِّر     | - أوله سين مهملة مكسورة وآخره راء مهملة مشددة، والسر بطن الوادي وأخصب موضع فيه - : وادٍ زراعي، تبدأ أعاليه من الجبال الواقعة غرب جبل أثرب، ثم يتجه صوب الغرب حتى يصب في وادي الردة في المنتصف بين العجمة والمريبعة وتفيض مياهه في وادي الغول وإلى شري. يعد وادي السر من أخصب أودية بلاد بارق الزراعية ، وعلى ضفافة قامت أكبر قرى وسط بارق ، وهي من أعلاه: النصب ومشتملاتها، ثريبان، الشفاء، الوجاء، الشامية، السلم، المنيظر، والقوز.                 | 6 كم  | 18°56'35 41°55'32 |
| الفَرَاشَة  | - بفتح الفاء والراء فألف والشين المعجمة بعدها هاء - وهي المنبسط من الأرض يفرغ فيه الوادي وينفرش سيله ، أو يكون في أعلى الوادي تنجذب منه شاعبه الصغار لتتجمع في مجرى الوادي فتكون أصله - : ينحدر من جنوبي جبل أثرب، ثم ينعطف غربًا حتى يلتقي مع وادي الواديين بالقرب من قرية الحماطة ليكونا وادي الركس. بهِ غابات من أشجار السدر وهي أكبر غابات السدر في المنطقة، وتقوم على أطرافه القرى الآتية: البشاك، الشاطِئ، حقو الواتدة، دلهم، الثمالة، والحماطة. | 5 كم  | 18°56'15 41°57'59 |
| الوَادْيين | - مثَّنى وادي، وهو مفرج الأرض تجري فيه مياه الأمطار - : ينحدر من جبال فقعة والفُرع، يلتقي مع الفرَاشَة ليكونا وادي الركس. وفي هذا الوادي ثمان قرى اعتباراً من علوّه إلى مصبّه: حقو فقعة، المبداء، نابي، السدة، الأغْوار، السرّ، والقهبة. وبهذا الوادي أشجار كثيفة من السدر، ومناحل (أمكنة لتربية النحل). | 4 كم  | 18°55'33 41°58'12 |

### حواشٍ
1. 1 2  الإحداثي الوارد في المصدر غير صحيح.
2. ↑  وقديمًا كانت تسمى الفيف  - بفتح الفاء فياء مثناة تحتية وآخره فاء - والفيف الطريق بين جبلين.
3. ↑  ذكرها العمروي باسم آل عيشي، وهو خطأ.
4. ↑  ذكرت في المصدر باسم آل موسى بن سالم.
5. ↑  ذكرت في المصدر باسم حلة الصناع، والحلة جزء من الخرباء. كما ان الإحداثي الوارد في المصدر غير صحيح.
6. ↑  تعد من النصب، لذلك لم تذكر في معجم بارق.
7. ↑  هو عبدالله بن حسن بن هيازع بن حسن بن زعبان البارقي: من مشايخ بارق، كانت له زعامة ومهابة، وكان ذكياً مفرطا. له أثر كبير في بناء بلدة سَاحِل الحديثة. آلت إليه زعامة قبيلته بعد وفاة أبيه سنة 1365 هـ. وفي عام 1395 هـ أقرته إمارة عسير شيخاً عام على بارق، وهذا الأمر سبب مقاطعته من مشايخ قبائل بارق، واستمر في زعامته منبوذا إلى أن توفي عام 1400 هجري.
8. ↑  وتعد من النصب لذلك لم تذكر في معجم بلاد بارق.
9. ↑  وتعد من النصب.
10. ↑  المَبْدَا - بفتح الميم وسكون الباء وفتح الدال - ومبدأ كلّ شيء أوّله، وسميت بذلك لوقوعها في مبدأ وادي الواديين. موضع المَبْدَا من نابي 18°55'42  41°58'53. نسخة محفوظة 14 أبريل 2020 على موقع واي باك مشين.
11. ↑  الشَبَاكُ -  بالكسر وفتح الباء الموحدة مخففة بعدها ألف فكاف  - جمع شبكة، والكلمة في الأصل وصف للبيوت المتقاربة، سميت بذلك لتجاورها وتشابكها. وبهذا الجزء من القرية آثار بيوت قديمة مبنية من الحجر. موضع الشباك من نابي 18°56'0 41°58'43. "N+41°58'43.0"E/@18.9333333,41.9807998,747m/data=!3m2!1e3!4b1!4m5!3m4!1s0x0:0x0!8m2!3d18.9333333!4d41.9786111?shorturl=1 نسخة محفوظة 8 مارس 2020 على موقع واي باك مشين.